# 蹇叔
蹇叔（？—？），春秋时代秦國上大夫。宋國人，因與百里奚友善，曾多次使百里奚得脱於難，百里奚推薦其有大才，秦穆公拜之為上大夫。

## 生平
前628年（鲁僖公32年、周襄王24年、秦穆公31年、郑穆公元年）冬，晋文公去世，晋襄公继位。秦穆公想趁机拿下郑国。咨询蹇叔，蹇叔却极力反对劳师远征。认为旷日持久的远征，又一无所获，军心必乱；不只敌军（晋国军队）也必定得知远征消息而有所防备；连郑国国君都会得知消息，早已失去军事行动所必需的隐密性。
秦穆公不听，派白乙丙（蹇叔之子）、孟明視（百里奚之子）、西乞术率军伐郑。蹇叔哭送军队，对在军中的儿子说：“晋国防御军队一定在殽山，殽山有二座大山：南边的大山，是夏朝君主皋的坟墓；北边的大山，是当年周文王躲避风雨之地。秦军一定尽丧于此，我会来殽山为你收尸。”此事被稱为蹇叔哭师（《古文觀止》第一卷·第十八篇）。第二年，秦军在殽之戰大败于晋军，印证了蹇叔之言。